# Церковь Святого Митрофана (Таганрог)
Церковь Святого Митрофана — утраченный православный храм в городе Таганроге. Разрушен коммунистами в 1936 году.

## История церкви
В связи с ростом населения в городе Таганроге, возрастала необходимость в строительстве нового храма. На это также обратил внимание император Александр I, который предложил построить в городе храм на пересечении Александровской площади и Соборного переулка (ныне переулок Красный). Жители Таганрога обратились к градоначальнику барону О. Р. Франку за разрешением на постройку на пересечении этих улиц храма во имя Преображения Господня с престолом во имя вновь явленного святого Митрофания, бывшего воронежского епископа, в епархии которого при Петре I состоял город Таганрог.

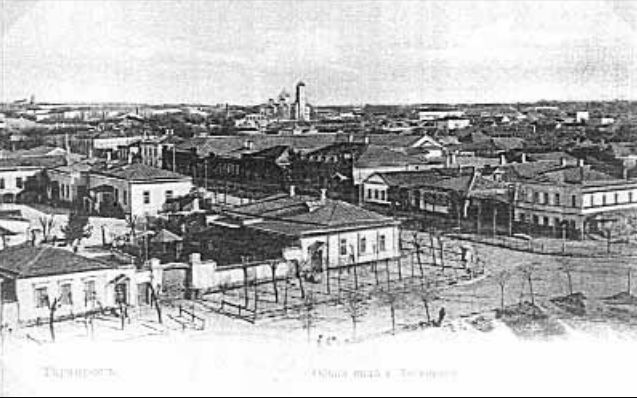
Общий вид г. Таганрога. Почтовая карточка начала XX века.

На строительство храма было получено разрешение от градоначальника Таганрога барона Франка.
По ходатайству граждан для строительства нового храма выделили место на пересечении Митрофаниевской улицы и Кампенгаузенского переулка (К. Либкнехта — Комсомольский переулок). Из двух выполненных проектов храма для строительства был выбран проект воронежского архитектора Андрея Константиновича Македонского. Проект был высочайше утвержден в Царском селе 20 июня 1863 года.

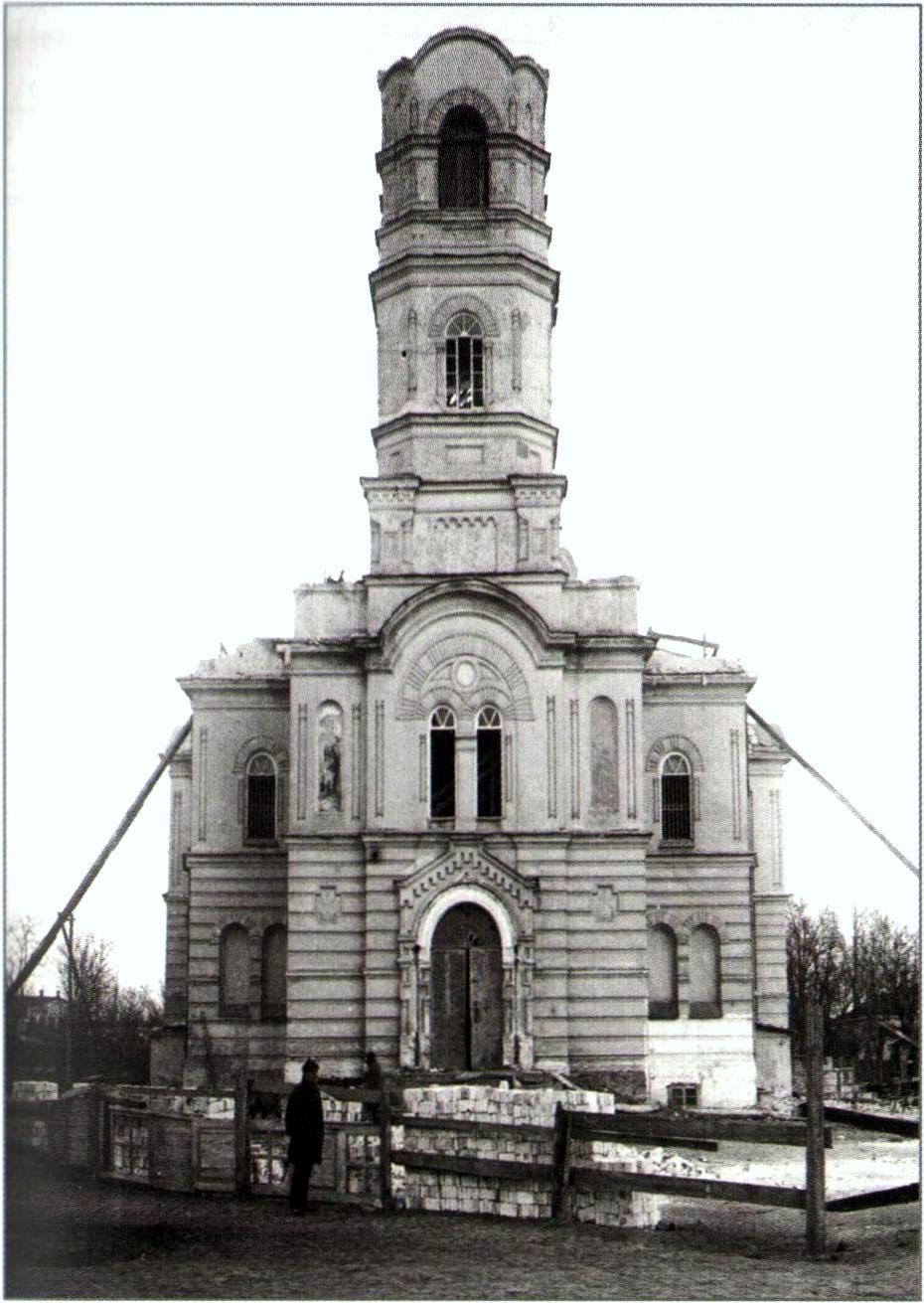
Митрофаниевская церковь. Западный фасад. Храм в процессе разрушения. Фотография 1930-х гг. ТГЛИАМЗ.

Однако начавшееся строительство было приостановлено, так как площадь на пересечении нынешних улиц им. Карла Либкнехта (Митрофановской улицы) и Комсомольского переулка (Кампенгаузенского переулка) оказалась недостаточной для монументального здания из-за застройки окружения частными домами. Строительство также неоднократно прерывалось из-за многочисленных строительных неувязок. В связи с этим было решено храм разобрать, выполнить новый проект и строить на новом месте на пересечении нынешних улиц Чехова и Красного переулка. На новом месте строительство вновь останавливалось из-за усадки фундамента стены, неточно выбранного направления алтаря (не строго на восток). Из-за возникших проблем по предложению нового градоначальника М. А. Лаврова храм было решено вновь разобрать и заново отстроить.

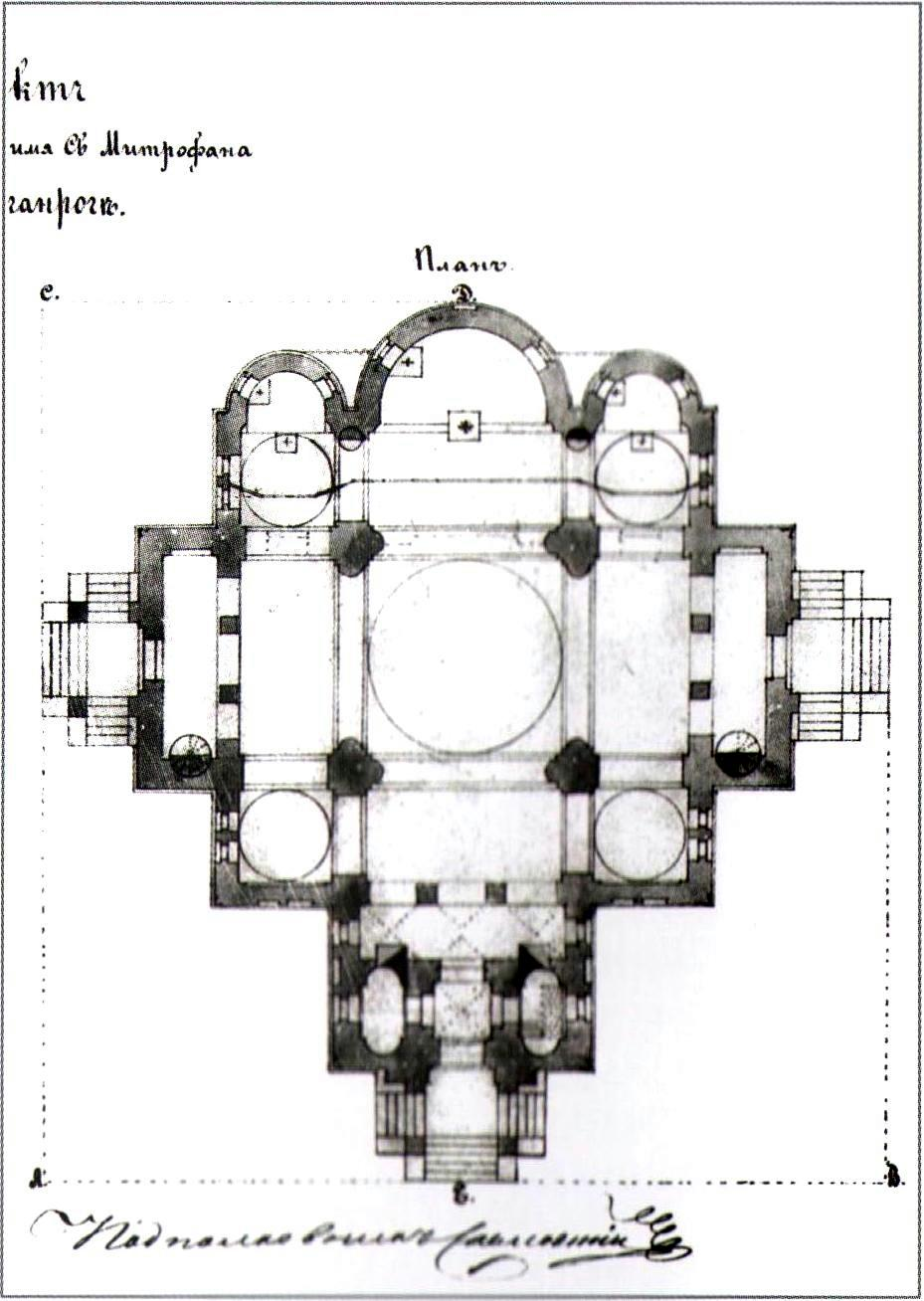
Митрофаниевская церковь на Александровской площади. План. 1867 г. РГИА.

В 1864 году было освящено третье место строительства Митрофаниевской церкви на Александровской площади (Молочный павильон Центрального рынка). Строительством занимались архитекторы Фирсов, Трусов, Петров, Ласкин. Возведение храма было окончено в 1866 году, в 1867 году церковь освящена благочинным о. Даниилом Ручкиным. Новый храм был построен в византийском стиле. Как видно из плана церкви, храм представлял собой пятиглавый трехнефный четырехстолпный вариант крестово-купольной системы с тремя апсидами с востока, с северным и южным приделами, которые посвящались празднику Преображения Господня и св. Благоверному князю Александру Невскому.
В 1890-х годах храм был расширен возведением небольшой пристройки со стороны западного фасада. Западный фасад Митрофаниевской церкви включал в себя многочисленные декоративные детали: поребрик под карнизом, рельефные кресты, бордюры, арочные окна с резными наличниками, наружные росписи. Византийская архитектура ХІІІ — ХІV веков проявлялось в храме в форме куполов, оформлении барабанов аркадами, а также в применении «полосатого» руста. В архитектуре храма сочетаются традиционное русское пятиглавие с мотивами византийского характера. Это является проявлением тенденций зарождающейся поздней эклектики, соединяющей в одной постройке мотивы разных стилей.
В 1892 году Дума, по ходатайству прихожан церкви, выделила безвозмездно 27 квадратных сажен земли на Александровской площади для постройки колокольни храма Святого Митрофания с условием, чтобы на выделенной земле не было никакой торговли. Вскоре колокольня была возведена. Пятиглавый Митрофаниевский храм с колокольней хорошо вписался в пространство площади и пользовался успехом у прихожан.
Первым старостой храма во имя Святого Митрофания, оставившим по завещанию два дома в пользу церкви был И. П. Щербаков, первым священником храма (до 1875 года) — отец П. Дмитриевский.
В 1922 году из храма изъяли золотые и серебряные ценности, иконы с ризами, в 1933 году по решению горсовета (по проекту на этом месте было намечено строительство театра) церковь была закрыта и в ней разместили артель «Труд слепых», а с 1935 года началась ее разборка; в 1936 году окончательно снесена. На её месте был построен крытый рынок-павильон «Молоко».